# Заслуженный лётчик-испытатель СССР

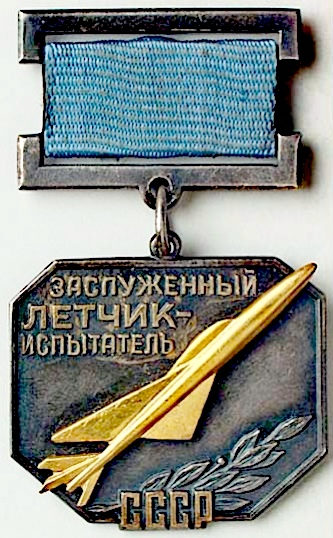
Заслуженный лётчик-испытатель СССР

Заслуженный лётчик-испытатель СССР — почётное звание, присваиваемое лётчикам-испытателям 1 класса авиационной промышленности и Министерства обороны СССР за многолетнюю творческую работу в области лётных испытаний и исследований новой авиационной техники, существенно способствующую прогрессу советской авиации.
Звание присваивалось Президиумом Верховного Совета СССР по представлению Министра авиационной промышленности СССР или Министра обороны СССР. Лицам, удостоенным звания «Заслуженный лётчик-испытатель СССР» вручалась грамота Президиума Верховного Совета СССР и нагрудный знак установленного образца, носимый на правой стороне груди, над орденами СССР (при их наличии).
Лишение почётного звания «Заслуженный лётчик-испытатель СССР» могло быть произведено только Президиумом Верховного Совета СССР (по представлению суда, Министра обороны СССР или Министра авиационной промышленности СССР).

## Из предыстории звания
В 1957 году впервые большая группа лётчиков-испытателей авиапромышленности (17 человек, Указ Президиума Верховного Совета СССР от 1 мая 1957) и Военно-Воздушных Сил (12 человек, Указ Президиума Верховного Совета СССР от 9 сентября 1957) была удостоена звания Героев Советского Союза. На приёме в Кремле при вручении Золотых Звёзд в ноябре 1957 года награждёнными был поднят вопрос о том, что большинство испытателей, отработав на этой опасной работе не один десяток лет, уходит на пенсию, не имея ни одной награды за свою работу. В ответ руководством страны было предложено подготовить предложения для устранения этого недостатка. Вскоре в Правительство на рассмотрение был представлен проект об учреждении почётных званий «Заслуженный лётчик-испытатель» и «Заслуженный штурман-испытатель», который получил поддержку руководства страны.
Тогда же был объявлен конкурс на лучший эскиз нагрудного знака к этим званиям. В конкурсе победил лётчик-испытатель Лётно-исследовательского института Аркадий Павлович Богородский. На разработанной им эмблеме знака был изображён самолёт Ла-250, испытания которого он проводил в то время.
Уже летом 1958 года все вопросы о новых званиях были окончательны согласованы и вскоре в печати появился соответствующий Указ Президиума Верховного Совета СССР:

## Указ об учреждении звания
Указ Президиума Верховного Совета СССР от 14 августа 1958 года «Об установлении почётных званий „Заслуженный лётчик-испытатель СССР“ и „Заслуженный штурман-испытатель СССР“»:
1. Установить почётные звания «Заслуженный лётчик-испытатель СССР» и «Заслуженный штурман-испытатель СССР».
2. Почётные звания «Заслуженный лётчик-испытатель СССР» и «Заслуженный штурман-испытатель СССР» присваиваются Президиумом Верховного Совета СССР лётчикам-испытателям 1 класса и штурманам-испытателям 1 класса авиационной промышленности и Министерства обороны СССР за многолетнюю творческую работу в области испытаний и исследований новой авиационной техники.
3. Утвердить Положение о почётных званиях «Заслуженный лётчик-испытатель СССР» и «Заслуженный штурман-испытатель СССР» и описания нагрудных знаков «Заслуженный лётчик-испытатель СССР» и «Заслуженный штурман-испытатель СССР».

Положение о почётных званиях «Заслуженный лётчик-испытатель СССР» и «Заслуженный штурман-испытатель СССР»:
1. Почётные звания «Заслуженный лётчик-испытатель СССР» и «Заслуженный штурман-испытатель СССР» присваиваются Президиумом Верховного Совета СССР лётчикам-испытателям 1 класса и штурманам-испытателям 1 класса авиационной промышленности и Министерства обороны СССР за многолетнюю творческую работу в области лётных испытаний и исследований новой авиационной техники, существенно способствующую прогрессу отечественной авиации.
2. Присвоение почётных званий «Заслуженный лётчик-испытатель СССР» и «Заслуженный штурман-испытатель СССР» производится по представлению Министра авиационной промышленности СССР или Министра обороны СССР.
3. Лицам, удостоенным звания «Заслуженный лётчик-испытатель СССР» или «Заслуженный штурман-испытатель СССР», вручается грамота Президиума Верховного Совета СССР и нагрудный знак установленного образца.
4. Нагрудные знаки «Заслуженный лётчик-испытатель СССР» и «Заслуженный штурман-испытатель СССР» носятся на правой стороне груди и при наличии у лиц, удостоенных указанных почётных званий, орденов СССР размещаются над ними.
5. Лишение звания «Заслуженный лётчик-испытатель СССР» или «Заслуженный штурман-испытатель СССР» может быть произведено только Президиумом Верховного Совета СССР. С представлением о лишении указанных званий могут войти в Президиум Верховного Совета СССР суд или соответственно Министр авиационной промышленности СССР или Министр обороны СССР.

## Описание знака
Описание нагрудного знака «Заслуженный лётчик-испытатель СССР» (в редакции указа Президиума Верховного Совета СССР от 5 сентября 1960 года):
Знак «Заслуженный лётчик-испытатель СССР» представляет собой посеребрённый многоугольник шириной 27 мм, высотой 23 мм с выпуклой окантовкой. В левом верхнем углу расположена выпуклая надпись «Заслуженный лётчик-испытатель», в правом нижнем углу — лавровая ветвь. В центре знака внизу расположены выпуклые буквы «СССР». На основе знака слева вверх по диагонали укреплено позолоченное изображение реактивного самолёта.
Знак посредством кольца и звена соединяется с посеребрённой колодкой, имеющей по бокам выемку. Вдоль основания колодки идут прорези. Внутренняя часть колодки покрыта голубой муаровой лентой. Колодка имеет на оборотной стороне нарезной штифт с гайкой для прикрепления знака к одежде.

## Первые кавалеры
Первый Указ о присвоении почётного звания состоялся 17 февраля 1959 года. Звание тогда получили 10 лётчиков-испытателей авиапромышленности:
- Анохин, Сергей Николаевич (ЛИИ)
- Галицкий, Борис Карпович (авиазавод № 23)
- Галлай, Марк Лазаревич (ОКБ В. М. Мясищева)
- Коккинаки, Владимир Константинович (ОКБ С. В. Ильюшина)
- Кочетков, Андрей Григорьевич (ОКБ С. А. Лавочкина)
- Нюхтиков, Михаил Александрович (ОКБ А. Н. Туполева)
- Опадчий, Фёдор Фёдорович (ОКБ В. М. Мясищева)
- Рыбко, Николай Степанович (ОКБ А. Н. Туполева)
- Седов, Григорий Александрович (ОКБ «МиГ»)
- Шиянов, Георгий Михайлович (ЛИИ).

Через три месяца, 27 мая 1959 года, заслуженными лётчиками-испытателями СССР стали трое лётчиков военной приёмки:
- Андреев Сергей Макарович (авиазавод № 30)
- Шалаевский, Александр Николаевич (авиазавод № 30)
- Шульгин, Василий Митрофанович (авиазавод № 23)

Ещё через четыре месяца, 7 октября 1959 года, почётные звания получили 6 лётчиков и 3 штурмана из ГК НИИ ВВС. Среди них была одна женщина — лётчик-испытатель Нина Ивановна Русакова. Она стала единственной женщиной, удостоенной этого звания.

### Последующие присвоения
По негласному правилу, звания присваивались только действующим испытателям. Однако уже в первом Указе было допущено отступление от этого правила — звание получил Николай Степанович Рыбко, уже пять лет не летавший вследствие увечий, полученных в автомобильной аварии. Однако его вклад в советскую авиацию был так велик, что ни у кого не возникло никаких сомнений в правомочности данного награждения.
Примечательно, что Указы о присвоении званий не публиковались в печати. Но были и исключения. Был опубликован Указ от 20 сентября 1960 года, а также все Указы о награждении военных испытателей с 7 октября 1959 года по 14 августа 1975 года включительно. Начиная с 1976 года, все Указы о присвоении званий (и военным, и гражданским испытателям) не публиковались.
Последний Указ о присвоении звания вышел за неделю до распада Советского Союза — 18 декабря 1991 года. В нём были фамилии 16 лётчиков:
- Архипенко, Владимир Васильевич
- Баскаков, Виталий Данилович
- Ваняшин, Владимир Григорьевич
- Воробьёв, Феликс Михайлович
- Ивченко, Юрий Григорьевич
- Котович, Владислав Николаевич
- Кочетков, Павел Фёдорович
- Мазурин, Александр Ефимович
- Максименков, Владимир Борисович
- Провалов, Геннадий Вадимович
- Пугачёв, Виктор Георгиевич
- Ревунов, Евгений Георгиевич
- Родионов, Олег Александрович
- Садкин, Николай Ефимович
- Свиридов, Василий Игнатьевич
- Тарасов, Юрий Александрович

Всего заслуженными лётчиками-испытателями СССР стали 419 человек (из них: 274 — испытатели авиапромышленности, а 145 — военные испытатели).
Среди заслуженных лётчиков-испытателей СССР: 3 дважды Героя Советского Союза, 97 Героев Советского Союза, 23 Героя Российской Федерации, 2 Героя Украины и один Национальный Герой Казахстана.